# Xehanort
Xehanort ist der Name des als Solo-Projekt des ehemaligen Rings-of-Saturn-Sängers John Galloway gegründete Deathcore-Band, das von 2011 bis 2019 bestand. Der Name der Band stammt vom Hauptwidersacher des Videospiels Kingdom Hearts, Xehanort. Kurzzeitig fungierte Xehanort als vierköpfige Band.
Im November 2020 kündigte John Galloway an, dass Xehanort wieder Musik machen werde.

## Geschichte
Ins Leben gerufen wurde Xehanort als Musikprojekt vom ehemaligen Rings-of-Saturn-Frontsängers John Galloway im Winter des Jahres 2011. Am 1. Mai 2012 erschien mit Birth eine EP, welche lediglich als Download angeboten wurde. Diese EP erhielt wenig Resonanz. Noch im Dezember des gleichen Jahres wurde die EP Secret Reports über dem Musikportal Bandcamp veröffentlicht. Am 1. Mai 2016 wurde die Birth-EP unter dem Titel Re:Birth erneut als Download-EP aufgelegt.
Das Projekt wurde im März 2014 vom kanadischen Label Subliminal Groove Records unter Vertrag genommen. Über dem Label erschien das Debütalbum Awaken in a Different Dimension, welches ein reines Konzeptalbum darstellt.
Aufgrund eines Psychologiestudiums und den fehlenden Live-Musiker, war Galloway bis zum 3. Februar 2018 nicht in der Lage Konzerte mit dem Projekt zu geben. Nachdem es längere Zeit still um das Projekt wurde, veröffentlichte er am 12. Juni 2015 mit Dirge of the Parasite ein erstes neues Stück.
Seit März 2017 fungiert Xehanort als komplette Band. Galloway wurde zu Beginn von den beiden Gitarristen Aynsley Giunta und Cory Piscitelli und dem Schlagzeuger Dustin Shade unterstützt. Gemeinsam mit der Ankündigung, aus dem Projekt eine Band zu formen, wurde mit No Mana, No Problems das erste Lied aus dem zweiten Album, das Stray God heißt, veröffentlicht. Das Album sollte ursprünglich noch  im Jahr 2017 veröffentlicht werden, allerdings verzögerten sich die Arbeiten an dem Album, sodass es für eine Veröffentlichung am 25. Februar 2018 angekündigt wurde. Gitarrist Piscitelli und Schlagzeuger Shade wurden zwischenzeitlich durch Jason Berlin und dem Bassisten Spence Howard ersetzt. Am 3. Februar 2018 gab die Band ihr allererstes Konzert in Tampa, Florida.
Ende Januar 2019 gab John Galloway das Ende des Musikprojektes bekannt. Im November 2020 gaben Xehanort ihre Rückkehr bekannt und veröffentlichten mit Hjälte eine neue Single.

## Konzept und Musik
Bisher beinhalteten die Stücke des Projektes Phrasen aus der Videospielreihe Kingdom Hearts sowie aus der Hauptreihe der Spieleserie Final Fantasy, The Elder Scrolls V: Skyrim, Shadow of the Colossus, sowie aus Fernsehserien wie Naruto und Spielfilme, wie Der Herr der Ringe.
Die Musik wird als „progressiver Deathcore“ mit Einflüssen von Periphery, Between the Buried and Me, The Faceless und The Contortionist beschrieben. Aber auch Einflüsse von Born of Osiris, Meshuggah und The Algorithm lassen sich in der Musik des Musikprojektes heraushören.

## Nennenswertes
John Galloway ist Gründer der Sworn-In-Parodie-Band Sworn Out. Mit dieser erregte er aufgrund eines Rechtsstreites mit ebendieser Band bezüglich mehrerer angefertigter Bandartikel, welche große Ähnlichkeiten mit denen von Sworn In zeigten, größere Aufmerksamkeit.

## Diskografie
- 2012: Birth (EP, Eigenproduktion, 2016 als Re:Birth als remastered Version neu aufgelegt)
- 2012: Shinigami (Single, Eigenproduktion)
- 2012: Secret Reports (EP, Eigenproduktion)
- 2013: Awaken in a Different Dimension (Album, Eigenproduktion, 2014 über Subliminal Groove Records neu aufgelegt)
- 2015: Dirge of the Parasite (Single, Eigenproduktion)
- 2017: No Mana, No Problems (Single, Subliminal Groove Records)
- 2018: Stray God (Album)